# Strzegocin (gromada w powiecie pułtuskim)
Strzegocin – dawna gromada, czyli najmniejsza jednostka podziału terytorialnego Polskiej Rzeczypospolitej Ludowej w latach 1954–1972.
Gromady, z gromadzkimi radami narodowymi (GRN) jako organami władzy najniższego stopnia na wsi, funkcjonowały od reformy reorganizującej administrację wiejską przeprowadzonej jesienią 1954 do momentu ich zniesienia z dniem 1 stycznia 1973, tym samym wypierając organizację gminną w latach 1954–1972.
Gromadę Strzegocin z siedzibą GRN w Strzegocinie utworzono – jako jedną z 8759 gromad na obszarze Polski – w powiecie pułtuskim w woj. warszawskim, na mocy uchwały nr VI/10/17/54 WRN w Warszawie z dnia 5 października 1954. W skład jednostki weszły obszary dotychczasowych gromad Brodowe Kuce, Dziarno, Godacze, Kościesze, Strzegocin i Sulkowo ze zniesionej gminy Gołębie w tymże powiecie. Dla gromady ustalono 13 członków gromadzkiej rady narodowej.
29 lutego 1956 do gromady Strzegocin przyłączono wieś Kosiorowo z gromady Gąsiorowo w tymże powiecie.
31 grudnia 1959 do gromady Strzegocin przyłączono obszar zniesionej gromady Gąsiorowo w tymże powiecie (bez wsi Bielany, Brodowo, Bąboły, Brodowo Wity, Skórznice, Wypychy i Tąsewy).
Gromada przetrwała do końca 1972 roku, czyli do kolejnej reformy gminnej.